# لی دا-وون
لی سانگ-هیوک (کره‌ای: 이상혁؛ زادۀ ۲۴ ژوئیهٔ ۱۹۹۵) که بیشتر با نام هنری داوون (کره‌ای: 다원) شناخته می‌شود، خواننده، رقصنده و بازیگر اهل کره جنوبی است. او رقصندۀ اصلی گروه پسرانۀ اس‌اف۹ است. او اولین‌بار در مجموعه وب درام روی قلبت کلیک کن (۲۰۱۶) و مجموعه تلویزیونی این عشق بود؟ (۲۰۲۰) با بقیه اعضای اس‌اف۹ حضور افتخاری پیدا کرد. او همچنین در مجموعۀ اینترنتی بیستمین ۲۰ سالگی من (۲۰۲۳) بازی کرده است.

## زندگی شخصی
در اکتبر ۲۰۲۱، آژانس اعلام کرد که او همراه با دوستش، پس از تماس با فردی که آلوده به بیماری کروناویروس بوده، آزمایش کووید ۱۹ مثبت شدند. آن‌ها مدتی تحت درمان بودند.

## حرفه
او عضو شرکت سرگرمی اف‌ان‌سی است.

### تلویزیون
در مه ۲۰۲۱، او به بازیگران سریال ویرانگر در خدمتگزاری شما حاضر است پیوست و نقش تاک سون-کیونگ، برادر کوچک‌تر تاک دونگ-کیونگ (پارک بو-یونگ) را بازی کرد.
در همان سال، به بازیگران وب‌درام Part Time-Melo پیوست، او در نقش کی سون-هو، یک مرد جوان جذاب و باهوش که هیچ مانعی در گفتن چیزها ندارد، بازی کرد.

### موسیقی
در ۵ اکتبر ۲۰۱۶، او عضو گروه اس‌اف۹ همراه با رو وون، چانی، یونگ‌بین، این‌سونگ، جه‌یون، جوهو، ته‌یانگ و هی‌یونگ شد و شروع به کار کرد.

## فیلم‌شناسی

### مجموعه تلویزیونی
| سال  | نام                               | نقش            | یادداشت            | منابع  |
| ---- | --------------------------------- | -------------- | ------------------ | ------ |
| ۲۰۲۰ | این عشق بود؟                      | خودش           | چهرۀ خاص - قسمت ۶  | [ ۲۴ ] |
| ۲۰۲۱ | ویرانگر در خدمتگزاری شما حاضر است | تاک سون-کیونگ  |                    |        |
| ۲۰۲۲ | تشویق آخر                         | جوانی سانگ-چول | چهرۀ خاص - قسمت ۱۱ | [ ۲۵ ] |